# Usera
Usera is een district in de Spaanse hoofdstad Madrid, met 141.189 inwoners.

## Wijken
- Almendrales
- Moscardó
- Orcasitas
- Orcasur
- Pradolongo
- San Fermín
- Zofío

Centro · Arganzuela · Retiro · Salamanca · Chamartín · Tetuán · Chamberí · Fuencarral-El Pardo · Moncloa-Aravaca · Latina · Carabanchel · Usera · Puente de Vallecas · Moratalaz · Ciudad Lineal · Hortaleza · Villaverde · Villa de Vallecas · Vicálvaro · San Blas · Barajas